# Pyrenula leucostoma
Pyrenula leucostoma är en lavart som beskrevs av Ach. Pyrenula leucostoma ingår i släktet Pyrenula och familjen Pyrenulaceae.   Inga underarter finns listade i Catalogue of Life.